# Achaius annulatus
Achaius annulatus är en stekelart som först beskrevs av Cameron 1904.  Achaius annulatus ingår i släktet Achaius och familjen brokparasitsteklar. Inga underarter finns listade i Catalogue of Life.